# نهر سولو
نهر سولو (بالاندنوسية : Bengawan Solo) هو أطول الأنهار الموجودة في الجزيرة الإندونيسية، جاوة حيث يبلغ طوله حوالي 600 كيلومتر ويعتبر ذا أهمية كبيرة كونه مجرى مائي للسكان والأراضي الزراعية في المناطق الشرقية والشمالية في الجزيرة. اكتشف في العديد من المواقع القريبة من النهر بقايا أحفورية لكائنات بشرية أولية وأهمها إنسان جاوة.